# 귀환자의 마법은 특별해야 합니다
《귀환자의 마법은 특별해야 합니다》(일본어: 帰還者の魔法は特別です)는 작가 유소난이 지은 웹소설이다. 단행본은 시드북스에서 전 8권으로 출간했다. 욱작가가 각색한 웹툰판은 디앤씨웹툰비즈에서 출간하고 있다.
TV 애니메이션은 아르보 애니메이션에서 만들어 2023년 10월 8일에서 12월 24일까지 도쿄 MX 등에서 방영했다.

## 목소리 출연
| 인물                | 일본 성우       | 한국 성우 |
| ------------------- | --------------- | --------- |
| 데지르 아르망       | 테라시마 타쿠마 | 류승곤    |
| 로맨티카 에루       | 스즈시로 사유미 | 장예나    |
| 프람 슈나이저       | 후지와라 나츠미 | 송하림    |
| 아제스트 킹스크라운 | 세토 아사미     | 원에스더  |
| 도네타 하둔         | 마지마 준지     | 윤용식    |
| 퍼시발 아세구니츠   | 코마츠 쇼헤이   | 서정익    |